# Nyema
Nyema (oroszul: Нема) városi jellegű település Oroszország Kirovi területén, a Nyemai járás székhelye.	
Lakossága: 3650 fő (a 2010. évi népszámláláskor).

## Fekvése
A Kirovi terület délkeleti részén, Kirov területi székhelytől 144 km-re, az azonos nevű folyó bal partján fekszik. A legközelebbi város Nolinszk, a Kirov–Urzsum közúton. 37 km-re délnyugatra van a Vjatka-parti kisebb folyami kikötő, Medvegyok.

## Története
Első templomát (fából) 1720-ban építették, hivatalosan ez számít a falu alapítási évének, bár területe addig is lakott hely volt. 1814-ben kőből építettek templomot. A lakosság hagyományos paraszti életmódot folytatott, földműveléssel és állattartással, egy részük méhészettel is foglalkozott. Két szélmalom és több vízimalom is működött a faluban. 
A szovjet korszakban, 1929-ben a korábbi közigazgatási egységek megszűntek; Nyema az addigi voloszty helyett járás székhelye lett. 1936-ra a paraszti gazdaságokat kollektivizálták: kolhozokba, szövetkezetbe vitték, a következő évben a templomot lebontották.